# Sequestro do ônibus 174
O sequestro do ônibus 174 se refere à invasão e sequestro do ônibus da linha 174 (Central–Gávea) da empresa Amigos Unidos às 14h20 do dia 12 de junho de 2000 no bairro Jardim Botânico, Rio de Janeiro, Brasil, pelo criminoso Sandro Barbosa do Nascimento (São Gonçalo, 7 de julho de 1978 – Rio de Janeiro, 12 de junho de 2000), sobrevivente da Chacina da Candelária.
O caso foi listado pelo portal Brasil Online (BOL) e iG como crimes que "chocaram" o Brasil.
A infância de Sandro é retratada em filme documentário Ônibus 174, do diretor José Padilha, e conta como foi determinante para a concepção de uma personalidade criminosa. Um dos relatos é o de Sandro ter presenciado o assassinato de sua própria mãe aos 8 anos de idade.

## História

### Sequestro
A agonia dos passageiros do ônibus carioca que faz a linha 174 teve início às 14h20 de segunda-feira. No bairro do Jardim Botânico, fez sinal o assaltante Sandro do Nascimento. Com bermuda, camiseta e um revólver calibre 38 à mostra, ele pulou a roleta e sentou-se próximo a uma das janelas. Vinte minutos depois, um dos passageiros conseguiu sinalizar para um carro da polícia que passava pela rua. O ônibus, então, foi interceptado por dois policiais. Nesse momento, o pânico já se havia instalado. O motorista e o cobrador abandonaram o veículo e alguns passageiros também conseguiram escapar, pulando pelas janelas e pela porta traseira. Dez passageiros, porém, foram tomados como reféns pelo sequestrador. Luciana Carvalho foi uma das primeiras que teve a arma colocada na cabeça. Sandro a levou para a frente do ônibus e queria que ela dirigisse o veículo. Foi ali que o sequestrador fez o primeiro disparo, um tiro contra o vidro do ônibus, feito para intimidar os fotógrafos e cinegrafistas no local.
Willians de Moura, que na época era estudante de administração, foi o primeiro refém a ser liberado, ficando outras dez pessoas que eram todas do sexo feminino. Após a liberação de Willians, Sandro apontou a arma na cabeça de Janaína Neves e a fez escrever nas janelas, com batom, frases como: "Ele vai matar geral às seis horas" e "ele tem pacto com o diabo".
Após um tempo, Sandro libera também uma mulher chamada Damiana Nascimento Souza. Damiana já tinha sofrido dois AVCs e, naquele momento, passou mal novamente tendo um terceiro derrame. Segundo uma reportagem da Revista Época, o derrame "deixou-a sem a fala e sem os movimentos do lado esquerdo do corpo. (…) Desde então, caminha com dificuldade, comunica-se por escrito e apenas dois motivos a fazem deixar a casa humilde, no topo do Morro da Rocinha: ir ao médico e depositar flores no cenário da tragédia".
Um dos momentos de maior tensão foi quando o assaltante andou de um lado para o outro com um lençol na cabeça de Janaína. Segundo ela, Sandro afirmou que iria contar de um até cem, e quando chegasse no fim da contagem, ele a mataria. Sandro contava pulando os números e, ao chegar no número cem, fez a refém se abaixar e fingiu dar-lhe um tiro na cabeça. Após isso, fez ameaças: "delegado, já morreu uma, vai morrer outra".
Momentos de tensão e diálogo fizeram cenário entre as reféns e Sandro por muito tempo. Às dezoito horas e cinquenta minutos no horário de Brasília, Sandro decidiu sair do ônibus, usando a professora Geísa Firmo Gonçalves como escudo. Ao descer, um policial do Grupamento de intervenção tática tentou alvejar Sandro com uma submetralhadora e acabou errando o tiro, acertando a refém de raspão no queixo.
Geísa acabou também levando outros três tiros nas costas, disparados por Sandro.

### Desfecho
De acordo com o Instituto Médico Legal, Geísa foi alvejada quatro vezes, a primeira vez pela arma do policial. O que deveria ter sido o tiro letal em Sandro feriu de raspão o queixo da moça. A reação do bandido foi se abaixar, usando a jovem como escudo. Ao mesmo tempo, disparava à queima-roupa atingindo o tronco e o meio das costas de Geísa.
Com sua refém morta, Sandro foi imobilizado enquanto uma multidão correu para tentar linchá-lo. Ele foi colocado na viatura com outros policiais segurando-o. Sandro foi morto por asfixia ali dentro. Segundo sua tia Julieta Rosa do Nascimento, a assistente social Yvone Bezerra e a avó Dona Elza da Silva (a única pessoa que participou de seu enterro), Sandro não era capaz de matar ninguém, mas de acordo com a polícia do Rio, Sandro tinha um comportamento nervoso e agressivo e chegou a quebrar o braço de um policial e morder outros ao tentar, supostamente, tirar uma arma deles. Após alegações de que a morte de Sandro foi ocasional, os policiais responsáveis pela morte de Sandro foram levados a julgamento por assassinato e foram declarados inocentes. Em novembro de 2001, a linha 174 mudou de número para 158, depois para 143, e em fevereiro de 2016 para Troncal 5.
Geísa Firmo Gonçalves foi enterrada em Fortaleza, CE, no cemitério do Bom Jardim. Seu enterro foi acompanhado por mais de 3 000 pessoas.
Já Sandro Barbosa do Nascimento foi enterrado no dia 14 de junho de 2000 em uma cova rasa no Cemitério do Caju, no Rio de Janeiro. Sandro foi enterrado como indigente e seu enterro foi acompanhado apenas pela sua tia, que se referia como mãe do sequestrador.
Em 11 de junho de 2025, os três sobreviventes revisitaram o local do crime para uma cerimônia emocionada da tragédia que completaria 25 anos no dia seguinte.

## Filmes
O caso foi retratado em dois filmes:
- Em 2002, foi lançado o filme documentário Ônibus 174, do diretor José Padilha.
- Em 2008, foi retratado em formato de ficção pelo diretor Bruno Barreto no filme intitulado Última Parada 174, onde fatos reais remetem aos telespectadores os fatos ocorridos em tal episódio.